# Jean Nouvel

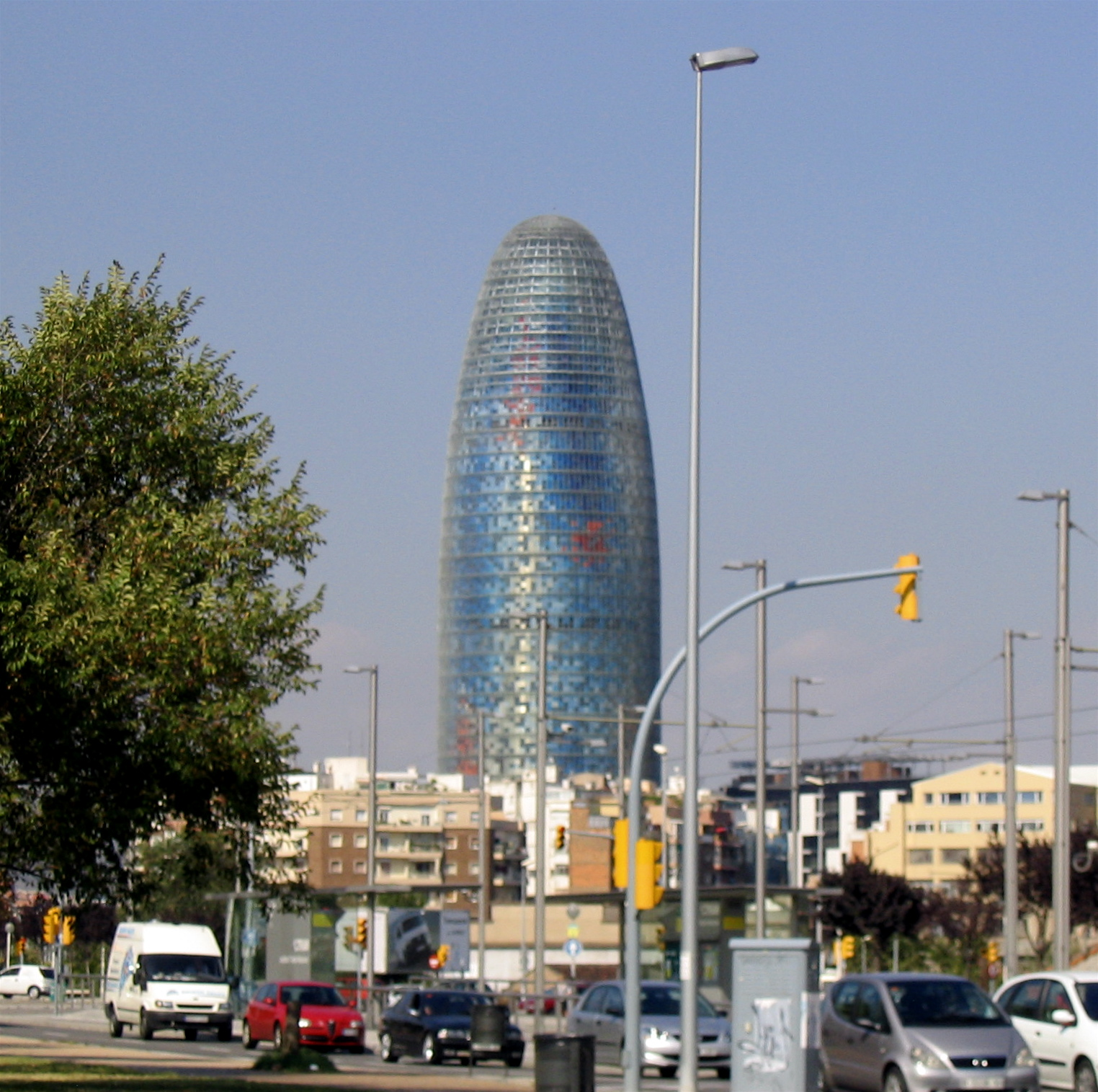
Torre Agbar, Barcelona

Jean Nouvel (Fumèl, 12 d'agost de 1945) és un arquitecte i dissenyador francès.

## Biografia
Va estudiar arquitectura i disseny a l'escola de Belles Arts de París. Durant la carrera va treballar a un despatx d'arquitectes. Quan va acabar els seus estudis va crear el seu despatx d'arquitectes juntament amb dos socis i va participar en diversos concursos per a la realització de projectes. Fins a 1994, any que va fundar el seu estudi d'arquitectura propi, va estar associat en altres dues ocasions, cadascuna de la qual va durar cinc anys.
Des que va iniciar la seva labor com arquitecte, Nouvel ha treballat intensament per a crear el seu propi llenguatge arquitectònic, lluny dels estils del modernisme i postmodernisme. Rebutja les directrius establertes per Le Corbusier, que han influït a tants arquitectes, i es planteja cada nou projecte sense cap idea preconcebuda. D'aquesta manera, els seus edificis difereixen notablement l'u de l'altre, si bé existeix un comú denominador entre tots ells, que és la transparència, així com la llum i les ombres. També dona gran importància al fet que els seus edificis s'integrin de forma harmoniosa amb l'entorn.
Va participar activament en les revoltes estudiantils de 1968 i segueix sent una persona inconformista i contestatària, encara que molt més reposada per l'edat i per la responsabilitat del seu treball. El 1976 Nouvel va ser membre fundador de "Mars 1976" juntament amb altres joves arquitectes francesos. També va participar en la fundació del Sindicat d'Arquitectura.

## Obra
Una de les seves obres arquitectòniques més conegudes és l'Institut del Món Àrab, a París. L'edifici alberga una important col·lecció d'objectes i escrits del món àrab. Les façanes dissenyades per Nouvel consten d'elements quadrats, construïts en metall i vidre. Al centre de cada quadrat es troba un diafragma que s'obre i tanca automàticament segons la intensitat de la llum natural de l'exterior. Amb això Nouvel aconsegueix mantenir la il·luminació interior en un nivell pràcticament constant. Al mateix temps es projecten cap a l'interior les formes d'aquests diafragmes, que recorden ornaments àrabs, i que confereixen als espais interiors un ambient de gran originalitat.

### Obres representatives

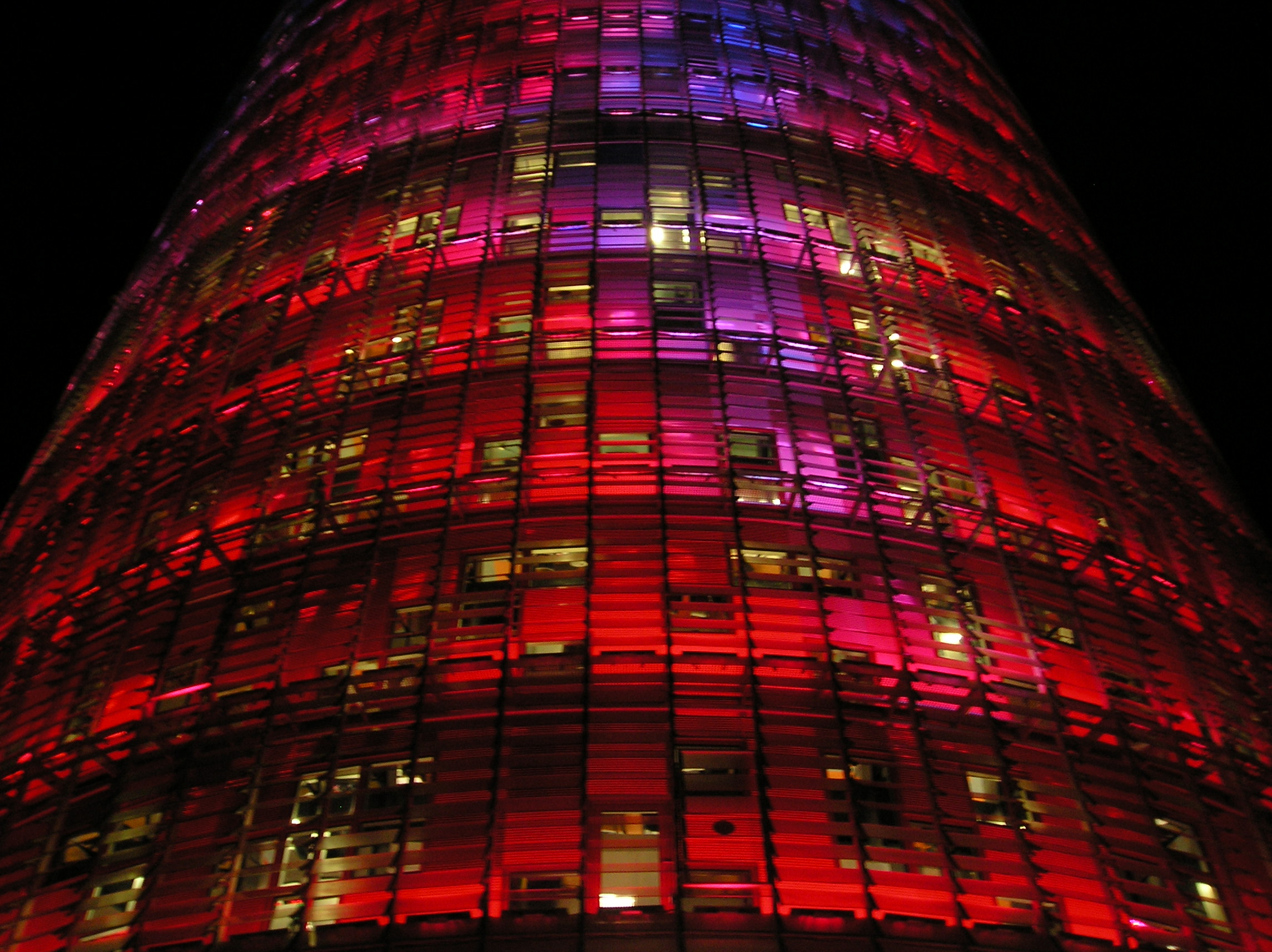
Detall. Torre Agbar de Barcelona.

- Torre Agbar (Barcelona)

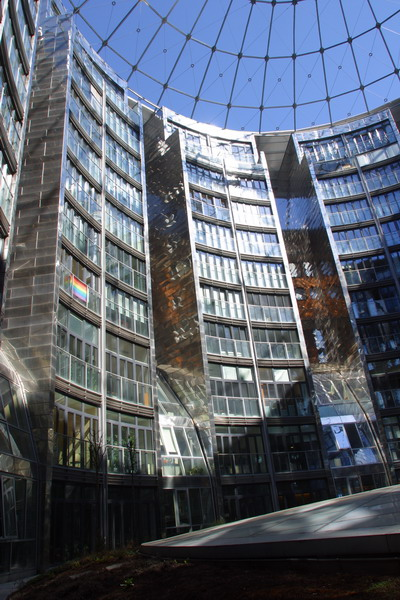
Gasòmetre de Viena

- Ampliació del Museu Reina Sofia (Madrid)
- Àngel (Praga)
- Centre de Cultura i de Convencions (Lucerna, Suïssa)
- Hotel De Luxe Boutique (Lucerna, Suïssa)
- Galeries Lafayette (Berlín)
- Torre Kölnturm Kohl & Kohl (Colònia, Alemanya)
- Institut del Món Àrab (París)
- Fundació Cartier d'Art Contemporani (París)
- Monòlit de l'Exposició 2002 (Murten, Suïssa)
- Gasòmetre (Viena)
- Uniqa Hotel- und Geschäftsgebäude Hotel Sofitel Stephansdom (Viena)
- Centre de Congressos (Tours)
- Habitatges Nemausus (Nimes, França)
- Edifici de l'Òpera (Lió, França)
- Escola Jean Eyraud (Perigeux, França)
- Centre Mèdic Val Nôtre Dame (Bezons, França)
- Porto Senso, Altea
- Teatre de l'Arxipèlag, Perpinyà
- Louvre Abu Dhabi[1]

## Premis i reconeixements
Ha guanyat nombrosos premis d'arquitectura i disseny, i ha rebut diverses distincions pel seu treball.
- 1980 Medalla de Plata de la Académie d'Architecture
- 1983 Doctor honoris causa per la Universitat de Buenos Aires
- 1987 "Grand Prix d'Architecture" pel conjunt de la seva obra i la "Equerre d'Argent" pels seus dissenys minimalistes de mobles
- 2001 Praemium Imperiale
- 2005 Premi de la Fundació Wolf de les Arts de Jerusalem

La seva obra ha estat exposada a diferents museus internacionals com el Museu Reina Sofia, el Museu d'Art Modern Exposeum o el Centre Pompidou de París.